# 프랭키 프레더릭스

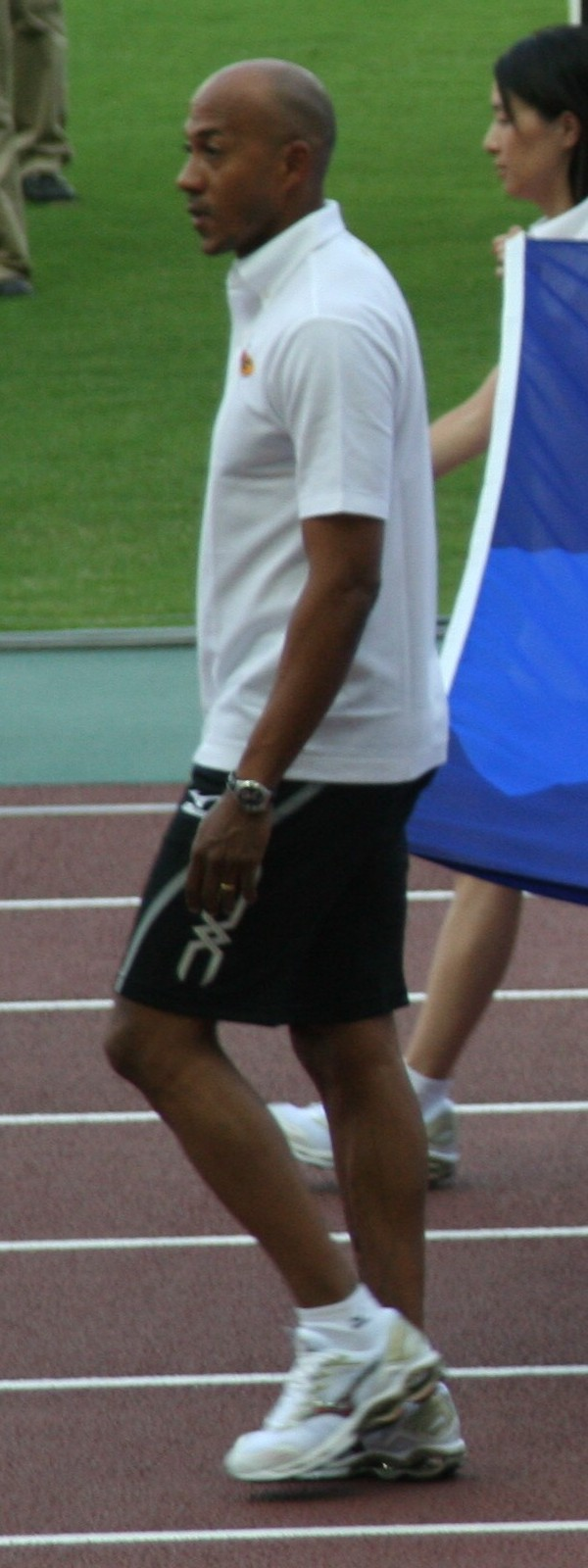

프랭키 프레더릭스(Frankie Fredericks, 1967년 10월 2일 ~ )는 전 나미비아의 단거리 육상 선수이다. 1992년과 1996년 하계 올림픽에서 100m-200m 2연속 은메달리스트이면서 나미비아의 유일한 올림픽 메달리스트로 알려졌다. 또한 세계 육상 선수권 대회, 세계 실내 선수권 대회, 올아프리카 게임, 코먼웰스 게임에서 금메달들을 획득하기도 하였다. 1996년에 세운 19.92초와 함께 200m의 세계 실내 기록 보유자이다.

## 생애
빈트후크에서 태어나 1987년 미국의 브리검영 대학교에서 장학금을 받았다. 1990년 조국이 남아프리카 공화국으로부터 독립되자, 프레더릭스는 국제 시합에 참가할 수 있었다. 이듬해 도쿄에서 열린 세계 육상 선수권 대회에서 그는 200m에서 마이클 존슨에 밀려 은메달을 따고, 100m에서는 5위를 하였다.
1992년 바르셀로나 올림픽에서 프레더릭스는 100m와 200m에서 둘다 2위를 하면서 나미비아의 첫 올림픽 메달리스트가 되었다. 1993년 세계 육상 선수권 대회에서 200m를 우승하면서 나미비아의 첫 세계 챔피언이 되었다.
1994년 빅토리아에서 열린 코먼웰스 게임에서 200m 금메달과 100m 동메달을 획득하였다. 그가 200m에서 세운 19.97초는 현재 코먼웰스 게임 기록이다.
1995년 예테보리에서 열린 세계 육상 선수권 대회에서는 100m에서 결승선을 건너자마자 경주에서 근육이 당겨 도움을 위해 신호를 보낸 자신의 친구 린포드 크리스티를 도우러 갔다. 이런 친절한 활동은 그를 많은 육상 팬들(특히 영국)에게 사랑받게 하였다.
1996년 애틀랜타 올림픽에서 프레더릭스는 100m와 200m 양종목에서 우승 후보들 중의 하나였다. 양종목의 결승전들에 진출한 프레더릭스는 또다시 둘다 2위를 하였다. 100m에서는 세계 신기록을 세운 도노반 베일리에게, 200m에서는 또한 세계 신기록을 세운 마이클 존슨에게 또 다시(지난 2개의 세계 육상 선수권 대회들에 이어) 패하였다. 당시 프레더릭스의 2위에 놓인 달리기는 역사상 3번째로 빠른 달리기로 두번이나 존슨에게만 패하였다.
1998년 쿠알라룸푸르에서 열린 코먼웰스 게임에서는 100m에서 아토 볼든에게 패하면서 또 다시 금메달 획득 기회를 놓치고 말았다.
부상을 겪으면서 프레더릭스는 1999년과 2001년 세계 육상 선수권 대회와 2000년 시드니 올림픽에서 물러나와야 하였다. 아테네 올림픽에서는 200m 4위에 그쳤다.
2004년 실외 시즌의 말기 후에 육상에서 은퇴하였고, 같은 해 IOC의 위원이 되었다.
그는 27번이나 100m를 10초 안에 달려 아사파 파월(74), 모리스 그린(51), 아토 볼든(28)에 이어 4위로 들어왔다.

## 위임
오늘날 프레더릭스는 54명의 유명한 엘리트 선수들이 스포츠를 통하여 세계에서 평화를 섬기는 데 모나코에 기지를 둔 국제 기구 "평화와 스포츠"에 의하여 창시된 "평화를 위한 챔피언"의 회원으로 있다.